# Episodi di Un ciclone in convento (diciannovesima stagione)
La diciannovesima stagione di Un ciclone in convento è stata trasmessa in prima visione assoluta sul canale tedesco Das Erste dal 4 gennaio al 14 aprile 2020.
In Italia è stata trasmessa in prima visione assoluta su Rai 2  dal 21 marzo al 25 giugno 2021.
| nº | Titolo originale     | Titolo italiano                    | Prima TV originale | Prima tv Italia | Telespettatori | Share |
| -- | -------------------- | ---------------------------------- | ------------------ | --------------- | -------------- | ----- |
| 1  | Hochzeitswahn        | Nozze folli                        | 4 gennaio 2020     | 21 marzo 2021   | 543.000        | 3,30% |
| 2  | Handicaps            | Un nido per due                    | 14 gennaio 2020    | 28 marzo 2021   | 483.000        | 3,70% |
| 3  | Nervensäge           | Rompiscatole                       | 21 gennaio 2020    | 4 aprile 2021   | 247.000        | 1,90% |
| 4  | Rückschläge          | Contraccolpi                       | 28 gennaio 2020    | 11 aprile 2021  | 550.000        | 3,50% |
| 5  | Überraschungen       | Sorprese                           | 11 febbraio 2020   | 18 aprile 2021  | 443.000        | 2,90% |
| 6  | Utas Erbe            | L'eredità di Uta                   | 18 febbraio 2020   | 25 aprile 2021  | 473.000        | 3,60% |
| 7  | Loslassen            | Compromesso                        | 25 febbraio 2020   | 2 maggio 2021   | 428.000        | 3,30% |
| 8  | Wunschkind           | La figlia contesa                  | 10 marzo 2020      | 9 maggio 2021   | 402.000        | 3,40% |
| 9  | Zweiter Frühling     | Una seconda primavera              | 17 marzo 2020      | 16 maggio 2021  | 462.000        | 3,50% |
| 10 | Familienkrise        | Crisi di famiglia                  | 24 marzo 2020      | 23 maggio 2021  | 372.000        | 3,10% |
| 11 | Letzte Chance        | La reliquia                        | 31 marzo 2020      | 31 maggio 2021  | 417.000        | 4,10% |
| 12 | Spieglein, Spieglein | Specchio, specchio delle mie brame | 7 aprile 2020      | 14 giugno 2021  | 313.000        | 3,10% |
| 13 | Ausgekocht           | Ora ti cucino io                   | 14 aprile 2020     | 25 giugno 2021  | 355.000        | 3,60% |